# ترانس-۲-فنیل-۱-سیکلوهگزانول
trans-۲-فنیل-۱-سیکلوهگزانول (به انگلیسی: trans-2-Phenyl-1-cyclohexanol) یک ترکیب شیمیایی با شناسه پاب‌کم ۹۸۹۸۹۷۵ است.